# Rogério Sampaio
Rogério Sampaio, född den 12 september 1967 i Santos, Brasilien, är en brasiliansk judoutövare.
Han tog OS-guld i herrarnas halv lättvikt i samband med de olympiska judotävlingarna 1992 i Barcelona.